# Turbina di Tesla

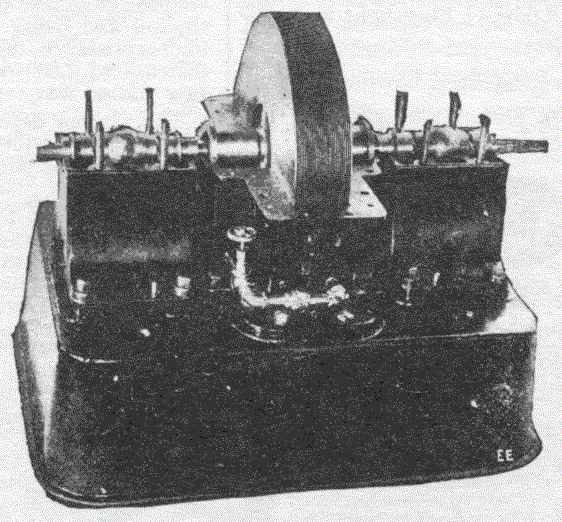
Turbina di Tesla

La  turbina di Tesla è una turbina senza palette, inventata da Nikola Tesla nel 1913. Per funzionare la turbina sfrutta uno degli effetti dello strato limite che consiste nella "adesione viscosa" o rallentamento di un fluido che scorra in prossimità di una superficie. Tale rallentamento porta ad una riduzione dell'energia cinetica del fluido, cedendola alla superficie stessa; se la superficie ha forma di un disco, la quantità di moto è trasferita dal fluido alla turbina, per cui si ha la generazione di una coppia motrice che fa ruotare la turbina.
La turbina di Tesla è anche detta turbina a strato limite (boundary layer turbine), turbina a coesione (cohesion-type turbine) o turbina a strato di Prandtl (Prandtl layer turbine). Uno dei campi di applicazione per il quale Tesla aveva ideato questa turbina era lo sfruttamento dell'energia geotermica come descritto in Our Future Motive Power.

## Descrizione

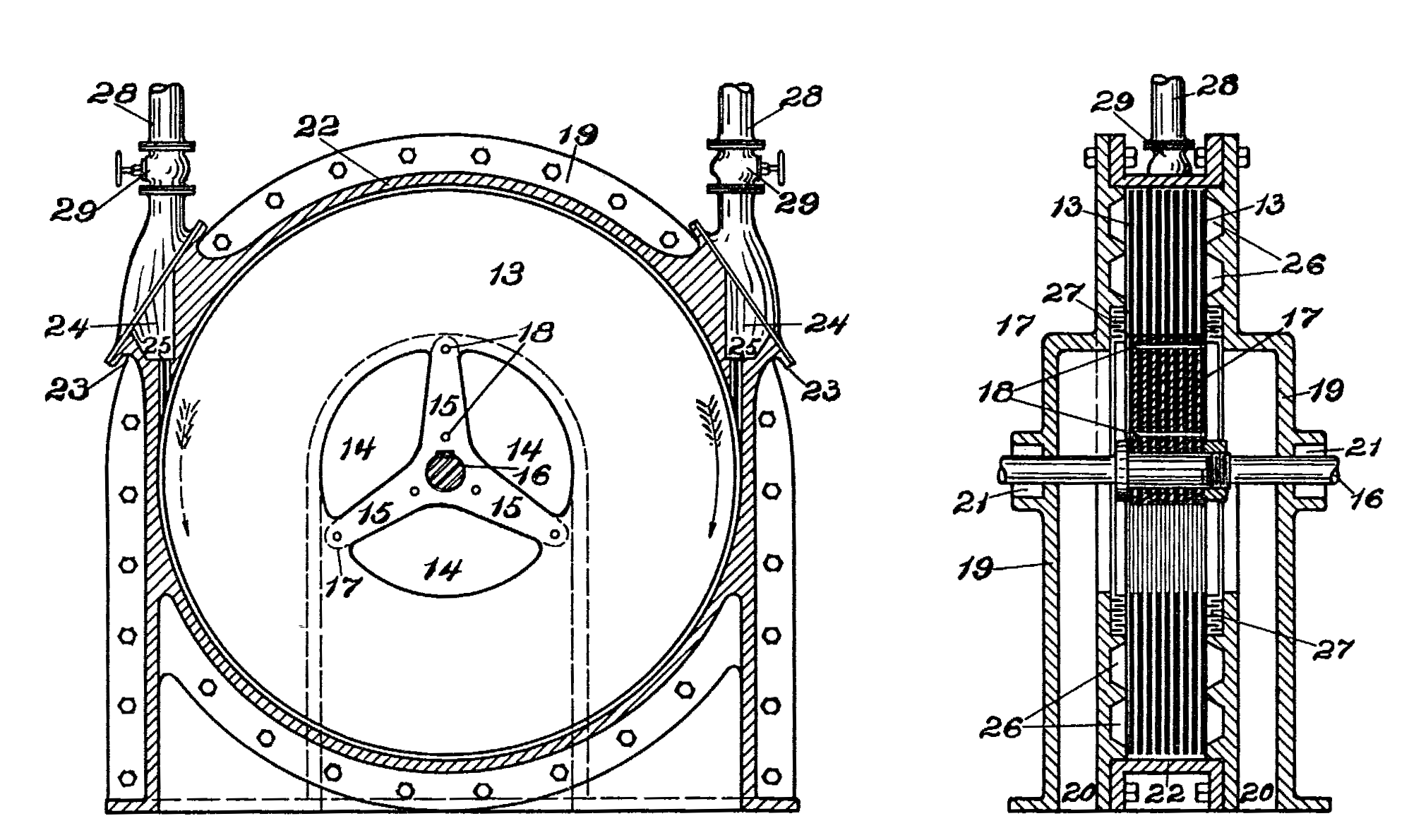
Disegno del brevetto originale della turbina senza palette.

Il disegno riporta una doppia alimentazione, da lati opposti, che consente la rotazione in entrambi i versi. La turbina Tesla consiste di una serie di dischi perfettamente lisci, attraversati da un fluido che viene immesso da ugelli posti tangenzialmente sul bordo. Il fluido, causa la sua viscosità, tende ad aderire alla superficie trasmettendo ai dischi una parte della propria energia cinetica: tale cessione di energia porta alla produzione di una coppia meccanica da parte dei dischi e ad un rallentamento del fluido, il quale tenderà a compiere una traiettoria a spirale fin verso il centro dei dischi ove è posto lo scarico.
Il fatto che il rotore sia costituito solo da dischi lo fa estremamente robusto e semplice da costruire. La turbina di Tesla può funzionare indifferentemente sia con fluidi caldi che freddi poiché la componente di energia utilizzata non è termica, ma cinetica.
Questo fa sì che sia importante, per una turbina di Tesla, progettare in modo attento il canale di imbocco del fluido all'interno del carter che contiene i dischi della turbina. Tale imbocco, costituito da un ugello, deve permettere la trasformazione dell'energia potenziale del fluido in energia cinetica con perdite minime.
Tesla affermava che la sua turbina era efficiente fino al 92%, e che poteva essere mossa anche da vapore misto a liquido, per il suo funzionamento su di un impianto a vapore, non richiedeva particolari trasformazioni tecnologiche e quindi era possibile utilizzarla come aggiornamento di un impianto preesistente. (Tesla riconosceva comunque che le migliori prestazioni si ottenevano con impianti progettati allo scopo).
Questa turbina può essere applicata con successo ad impianti con condensatori operanti ad alto vuoto in quanto, a causa della grande espansione, la temperatura dei fluidi, all'uscita della turbina, risulta sufficientemente bassa per l'immissione diretta nel condensatore. Sebbene siano necessari carburanti e sistemi di pressurizzazione speciali, il vantaggio della resa giustifica ampiamente i costi di realizzazione ed esercizio.

## Costruzione del rotore
Il rotore è costituito da una serie distanziata di dischi, forati al centro in modo da permettere la fuoriuscita dei gas, montati su di un albero a sua volta montato su cuscinetti oppure bronzine.
Non è assolutamente necessario che il diametro esterno dei dischi sia uguale al diametro interno del carter che li contiene, perciò può essere sensibilmente inferiore, tale da permettere a questi una certa possibilità di dilatazione. Tutto questo fa sì che la costruzione del dispositivo sia semplice e con ampie tolleranze, permettendone una facile realizzazione in serie.
La turbina di Tesla, come del resto le turbine a palette utilizzate per la produzione di energia da vapore, genera una elevatissima velocità di rotazione, ma di contro una coppia moderata. La coppia si può incrementare aumentando il numero di piatti e il loro diametro: questo comporta che il rendimento di una turbina di Tesla dipenda sensibilmente dalle dimensioni e dal tipo di fluido utilizzato.

## Rendimento della turbina
La turbina di Tesla ha un rendimento teorico altissimo, circa 92% , ma di fatto vi sono parecchi vincoli costruttivi che ne riducono le prestazioni generali. Per meglio chiarire tali vincoli:
- Il diametro del rotore: non deve essere disgiunto dalle caratteristiche fisiche del fluido utilizzato. Questo vincolo fa sì che per via teorica sia possibile determinare un diametro ottimale del rotore: un rotore troppo piccolo non riesce a convertire efficacemente tutta l'energia cinetica del fluido immesso. Un rotore troppo grande può generare un eccessivo percorso per il fluido, con conseguenti perdite di carico. Non solo, ma un disco troppo grande è difficile da costruire e, a causa degli elevati sforzi centrifughi a cui è sottoposto, la velocità massima di rotazione sarà limitata.
- Lo spazio tra le superfici dei dischi che costituiscono il rotore: ad esempio per il vapore è necessaria una spaziatura di circa 0,4 mm; è determinante poi che i dischi abbiano uno spessore minimo, un problema per dischi grandi funzionanti ad elevate velocità di rotazione. In effetti la prevenzione della possibilità di innesco di oscillazioni nei dischi è uno dei maggiori problemi della turbina. La difficoltà nel contenere le oscillazioni è la causa principale del fallimento commerciale di tale invenzione. Comunque in questi ultimi anni, con nuove tecnologie derivate dai turbogetti, è possibile realizzare dischi più sottili e rigidi con una buona finitura superficiale, elementi che migliorano l'efficienza del dispositivo.
- Rifinitura superficiale dei dischi: una superficie dei dischi scabra può generare facilmente vortici che riducono l'efficienza della turbina, quindi è importante che siano realizzati con superfici lisce molto ben rifinite.
- Posizionamento e geometria dell'ugello di ingresso: poiché la turbina di Tesla sfrutta l'energia cinetica del fluido immesso, le caratteristiche dell'ugello che porta il fluido ad avere una elevata velocità e quindi energia cinetica, sono determinanti; realizzare tali ugelli senza turbolenze è particolarmente critico.
- La geometria del bordo di ingresso dei dischi: la velocità del fluido che lambisce il bordo del disco può essere supersonica e quindi, in tale zona, si possono creare delle onde di compressione che possono generare perdite ed alterazioni nel percorso del fluido.
- La dimensione e geometria della luce dei condotti di scarico: anche se all'uscita della turbina la velocità del fluido è più bassa, la progettazione dello scarico è critica, e possono anche in questa fase realizzarsi vorticosità dannose con conseguenti perdite; il flusso infatti è centripeto, (dalla periferie al centro del disco), e poi assiale (allineato con l'asse di rotazione); con dischi rotanti a velocità elevata il convogliamento di un fluido rotante in un condotto assiale senza turbolenze non è semplice.

## Utilizzo come pompa
È possibile utilizzare la turbina di Tesla come pompa: in questo caso l'albero deve essere mosso da un motore ad alta velocità. Per effetto Coandă il fluido, fatto entrare dal centro, viene via via trascinato dai dischi in rotazione con traiettoria a spirale, in modo che parte dell'energia di rotazione dei dischi sia trasmessa al fluido, poi espulso dall'orifizio esterno tangenziale.

## Curiosità
I costruttori artigianali di modellini della turbina di Tesla possono facilmente costruire modelli funzionanti della turbina utilizzando serie di Dischi Ottici (CD o Compact disc) per comporre la ruota, ovviamente con distanziali interposti e con foro centrale adeguato, lastre lavorate in polimetilmetacrilato (Plexiglas) o tutta una serie di analoghi, per la cassa e l'ugello, che tra l'altro hanno il vantaggio di essere trasparenti, ed aria compressa ad alta pressione come fluido motore.